# رضا مجاوری
رضا مجاوری (زاده ۱۳۱۰ - تهران) مدیر فیلم‌برداری و تدوین‌گر اهل ایران است.

## بازیگر
- تاره‌ها (جلد ۱: ستاره می‌شود) (۱۳۸۴)

## مدیر فیلم‌برداری
- زنگ اول (۱۳۶۳)
- ابراهیم در گلستان (۱۳۶۱)
- شب زخمی،(۱۳۵۶)
- روارید (۱۳۵۲)
- توبه (۱۳۵۱)
- فدایی (۱۳۵۱)
- یک جو غیرت (۱۳۵۱)
- پهلوان در قرن اتم (۱۳۵۰)
- در آمریکا اتفاق افتاد (۱۳۵۰)

## تدوین
- سیاه بخت (۱۳۵۵)
- انگشت‌نما (۱۳۵۴)
- روسیاه (۱۳۵۲)
- مروارید (۱۳۵۲)
- توبه (۱۳۵۱)
- خر دجال (۱۳۵۱)
- پهلوان در قرن اتم (۱۳۵۰)
- در آمریکا اتفاق افتاد (۱۳۵۰)
- رنگین کمان (۱۳۵۰)
- سه فراری (۱۳۴۸)
- قوس و قزح (۱۳۴۷)
- دنیای قهرمانان (۱۳۴۶)